# Nonivamid
Nonivamid, även kallad pelargonsyra vanillylamid eller PAVA, är en organisk förening av typ capsaicin. Det är en amid av pelargonsyra (n-nonansyra) och vanillylamin och finns naturligt i chilipeppar men framställs också syntetiskt. Det är mer värmestabilt än capsaicin.

## Användning
Nonivamid används som en livsmedelstillsats för att göra kryddor, smakämnen och kryddblandningar skarpare. Det används också i konfektyrindustrin för att skapa en het känsla, och i läkemedelsindustrin i vissa former som ett billigare alternativ till capsaicin.
Liksom capsaicin kan det avskräcka däggdjur (men inte fåglar eller insekter) från att konsumera växter eller frön (till exempel ekorrar och fågelmatarfrön). Detta överensstämmer med nonivamids roll som en TRPV1-jonkanalagonist. Däggdjurs TRPV1 aktiveras av värme och capsaicin, men fågelformen är okänslig för capsaicin.
Nonivamid används (under namnet PAVA) som nyttolast i "icke-dödlig ammunition" såsom FN Herstals FN 303-projektiler eller som den aktiva ingrediensen i de flesta pepparsprejer, som kan användas som ett kemiskt vapen. Som ett kemiskt irriterande medel har pepparsprejer använts både som kravallkontrollammunition och även som ett vapen för att skingra fredliga demonstranter. De har även använts i andra sammanhang, till exempel militär- eller polisövningar. Medan irriterande ämnen vanligtvis bara orsakar "övergående tårbildning, blefarospasm, ytlig smärta och desorientering," innebär deras användning och missbruk dock också risker för allvarligare skador och funktionshinder.

## Motmedel
Nonivamid är inte lösligt i vatten, men vatten kan späda ut det och tvätta bort det från huden. En studie fann att mjölk av magnesia, babyschampo, 2 procentig lidokaingel eller mjölk inte visade signifikant bättre prestanda än vatten när det användes på beläggning av pepparspray.